# Autoproclamação de José de Abreu como presidente do Brasil

|             | José de Abreu | Logo do Twitter, um pássaro azul estilizado |
| @zehdeabreu |               |                                             |

            Acabei de me proclamar Presidente do Brasil. Quem me apoia?

25 de fevereiro de 2019

Em 25 de fevereiro de 2019, o ator brasileiro José de Abreu proclamou-se presidente do Brasil em seu Twitter. De acordo com ele, o ato foi inspirado no de Juan Guaidó, que havia feito o mesmo na Venezuela. O fato teve repercussão internacional e foi comentado por Luiz Inácio Lula da Silva e Dilma Rousseff. O então presidente Jair Bolsonaro ameaçou processá-lo e, de acordo com Alexandre Frota, o processo foi protocolado.

## Contexto
José de Abreu é um ator brasileiro veterano da TV Globo, conhecido por sua militância política. É apoiador histórico do Partido dos Trabalhadores, além de apoiador frequente de Luiz Inácio Lula da Silva. Seu último trabalho até então havia sido na novela Segundo Sol. Em 23 de janeiro de 2019, Juan Guaidó proclamou-se presidente da Venezuela. No dia 25 de fevereiro. Abreu proclamou-se presidente do Brasil em seu Twitter. Segundo ele, o ato foi inspirado no de Guaidó. Apesar do humor e da ironia, a intenção de Abreu seria protestar contra o então presidente Jair Bolsonaro. Abreu disse que estava na Grécia e sua "posse" seria no Aeroporto do Galeão, no Rio de Janeiro. Ainda em postagens no Twitter, informou quais seriam suas "primeiras medidas" e "futuros ministros".

## Repercussão geral
Logo após as postagens, o nome de Abreu aparecia nos assuntos mais falados do Twitter, com apoio massivo de usuários da Internet. Muitos usuários fizeram montagens de fotos de Abreu com uma faixa de presidente do Brasil. Em 27 de fevereiro, o Brasil 247 afirmou ter recebido um bilhete de Lula, quando ainda estava preso, apoiando o ato de José de Abreu, após uma entrevista que Abreu fez ao site. Em 1 de março, José de Abreu aparecia entre os primeiros resultados do Google ao se pesquisar pelo presidente do Brasil. Em 3 de março, a ex-presidente Dilma Rousseff apoiou o ato de Abreu nas redes sociais, publicando saudações a ele e sua "vice" Maria do Rosário. A postagem foi ironizada pela bolsonarista Carla Zambelli.
O fato foi noticiado internacionalmente: pelo jornal estadunidense Vox e pela Rádio e Televisão de Portugal (RTP). Felipe Betim relatou ao El País que a esquerda se dividiu na sua resposta ao ato: "Uma [parte] acha graça quando o ator José de Abreu se autoproclama presidente e diz que Marielle [Franco] seria sua primeira dama in memorian. A outra acha a piada ofensiva e gostaria que Marielle tivesse sido a presidente." Tal divisão também foi notada pelo jornal estadunidense Vox. Em tom de brincadeira, o jornalista Augusto Nunes descreveu Abreu como "eterno coadjuvante [...] recorrendo a um surto psicótico para desempenhar pela primeira vez um papel de protagonista". O ato foi mencionado em um trabalho acadêmico.

## Respostas políticas e de Abreu
No dia 6 de março de 2019, José de Abreu publicou em seu Twitter: "[Alô, Jair Bolsonaro], seu meteoro chegou! Sou eu seu fascista!" Em resposta, Jair Bolsonaro ameaçou processar Abreu: "Estamos processando alguns e este 'meteoro' será o próximo!". Em 7 de março, o ator estudava a possibilidade de ingressar junto à Justiça com um habeas corpus preventivo a fim de evitar uma suposta ordem de prisão ordenada por Bolsonaro, já que estava em férias na Europa, mas necessitava retornar para gravar a novela A Dona do Pedaço, de Walcyr Carrasco.
Ao retornar ao Brasil em 8 de março, chegando no Aeroporto do Galeão, foi recebido por centenas de pessoas a gritos de "presidente do Brasil". Leu a constituição brasileira de 1988 em meio a dezenas de apoiantes e prestou juramento, como forma de protesto contra Jair Bolsonaro. Abreu disse que iria percorrer o país em busca de mais apoios contra o que diz ser um "governo ilegítimo", e considerava que Jair Bolsonaro não merecia "liderar os destinos do Brasil". Após isso, Alexandre Frota afirmou ter protocolado um processo contra Abreu na Procuradoria-Geral da República (PGR) devido aos "diversos crimes cometidos por ele no aeroporto, em solo brasileiro". Frota disse que a PGR havia admitido a representação.
Sobre quando deixaria o "governo", Abreu disse que "não [iria] ficar quatro anos fingindo ser presidente como Bolsonaro" e que promoveria seu autoimpeachment em 1.º de abril, Dia da Mentira. Circulou nas redes sociais uma mensagem dizendo que José de Abreu e outros políticos que participaram da "brincadeira" poderiam ser presos por "falsidade ideológica". O UOL fez uma checagem de fatos em 13 de março com Marco Aurélio Florêncio, professor de Direito Penal da Universidade Presbiteriana Mackenzie, desmentindo a mensagem. Em 17 de março de 2019, Abreu disse que, depois do caso, muitas pessoas pediam para tirar foto com ele; Abreu afirmou que não esperava a repercussão que seus tuítes teriam na vida real.

## Eventos posteriores
Em 12 de novembro de 2020, José de Abreu anunciou sua pré-candidatura presidencial. Em outubro de 2021, declarou que pretendia abandonar sua carreira artística para priorizar eventual candidatura a deputado federal, e que ofereceria apoio à candidatura presidencial de Lula. Em dezembro de 2021, retirou sua candidatura.